# Två sidor
Två sidor, stiliserat 2 sidor!, är den svenska sångaren Paul Paljetts debutalbum, utgivet 1976 på Mariann Grammofon.

## Låtlista
| 1. | "Reggae Bump"           | Thomas Minor, Paul Sahlin | 3:05 |
| 2. | "Tom & Helen"           | Paul Sahlin               | 2:45 |
| 3. | "Jag skall bli din man" | Paul Sahlin               | 2:44 |
| 4. | "Bye Bye Love"          | Paul Sahlin               | 4:24 |
| 5. | "Rock ludi li lej"      | Paul Sahlin               | 2:07 |
| 6. | "Amsterdam"             | Paul Sahlin               | 2:20 |
| 7. | "Bombay Love"           | Paul Sahlin               | 2:41 |

| 1.           | "Vino, Vino"            | Margot Borgström, Paul Sahlin | 3:30  |
| 2.           | "Oh Baby"               | Paul Sahlin                   | 2:21  |
| 3.           | "Flyg min fjäril flyg"  | Paul Sahlin, Torgny Söderberg | 3:00  |
| 4.           | "Hej du blomsterflicka" | Paul Sahlin                   | 1:57  |
| 5.           | "Balla Singoalla"       | Paul Sahlin                   | 2:55  |
| 6.           | "Min gulliga känguru"   | Paul Sahlin                   | 2:51  |
| 7.           | "C'est La Vie"          | Gert Lengstrand, Paul Sahlin  | 3:02  |
| Total längd: | Total längd:            | Total längd:                  | 37:02 |

## Listplaceringar
| Lista (1976) | Position |
| ------------ | -------- |
| Sverige      | 18       |